# Estela de Sulaiman
L'estela de Sulaiman és una estela de la dinastia Yuan erigida el 1348 en honor dels benefactors i contribuïdors d'un temple budista a les coves de Mogao, al sud-est de Dunhuang, a la província de Gansu, Xina. El principal benefactor esmentat és Sulaiman (xinès tradicional: 速來蠻; xinès simplificat: 速来蛮; pinyin: Sù Lái mán), príncep de Xining, mort el 1351. L'estela, actualment exposada a l'Acadèmia Dunhuang, és famosa per una inscripció del mantra budista Om mani padme hum en sis sistemes d'escriptura diferents. Al mateix lloc que aquesta estela de 1348 es va trobar una altra estela, erigida per Sulaiman el 1351 per commemorar la restauració del temple de Huangqing (xinès tradicional: 皇慶寺; xinès simplificat: 皇庆寺; pinyin: Huáng qìng sì).

## Descoberta
L'existència d'aquestes esteles està documentada per primera vegada per l'explorador francès Charles Eudes Bonin (1865–1929) arran d'una expedició a la Xina occidental de 1898 a 1900. Quan Aurel Stein va visitar Dunhuang entre 1900–1901 va trobar ambdues esteles a l'exterior d'un santuari proper a la Cova 96, on hi havia una colossal estàtua de Buda de 35,5 m d'alçada. Stein va suposar que les esteles al principi pertanyien a aquesta cova de l'estàtua de Buda, i que la inscripció "Cova d'alçada sense igual" a dalt de tot de l'estela de 1348 es referia a aquesta cova en particular més que a les coves en general.

## L'estela de 1348
L'estela de 1348 fa 140,5 cm × 61,5 cm. La cara de l'estela té la inscripció "Cova d'alçada sense igual" (莫高窟;) escrit en caràcters xinesos grans a dalt de tot, i a sota el mantra budista Om mani padme hum gravat en sis sistemes d'escriptura diferents al voltant de la imatge de l'Avalokiteshvara tibetà de quatre braços, el bodhisattva de la compassió, amb el qual aquest mantra està particularment associat. Els sis sistemes d'escriptura són:
- RanjanaLanydza, escrit horitzontalment a la primera fila;
- Tibetà, escrit horitzontalment a la segona fila;
- Antic uigur, escrit verticalment a l'extrem esquerre;
- Phags-pa, escrit verticalment a l'esquerra de la imatge;
- Tangut, escrit verticalment a la dreta de la imatge;
- Xinès, escrit verticalment a l'extrem dret.

El traçat d'aquestes inscripcions és molt similar al traçat dels mateixos sis sistemes d'escriptura de les inscripcions dels dharani a les parets interiors de la Terrassa dels núvols de Juyongguan, gravades tres anys abans, el 1345. Tanmateix, a la Terrassa dels núvols les posicions de les inscripcions en phags-pa i en antic uigur estan invertides.
A l'esquerra, a la dreta i al fons de l'estela, al voltant dels mantres, hi ha inscripcions en caràcters xinesos més petits, tal com es descriu a continuació:
Al costat dret hi ha una llista dels principal benefactors que han col·laborat, encapçalats per Sulaiman i la seva muller, Küčü (Xinès: Qu Zhu 屈朮), i els seus fills. Sulaiman era un descendent de la quarta generació de Temüge, el germà més jove de Genghis Khan, i segons la Història de la dinastia de Yuan es va erigir com a Príncep de Xining (xinès simplificat: 西宁王; xinès tradicional: 西寧王; pinyin: Xīníng Wáng) el 1329.
Al costat esquerre hi ha escrit que l'estela es va erigir el 15è dia del 5è mes del 8è any de l'era Zhizheng (de l'Emperador Huizong de Yuan), és a dir, el 1348, pel monjo Shoulang (守朗).
A l'extrem esquerre, fora del marc, hi ha una inscripció d'una única línia que diu que l'estela fou gravada per Shelan Lingdan (Xinès simplificat: 奢蓝令旃; xinès simplificat: 奢蓝令旃; pinyin: Shēlán lìngzhān).
Al fons hi ha una llista llarga d'altres contribuïdors, molts d'ells amb noms mongols o tibetans.

## L'estela de 1351

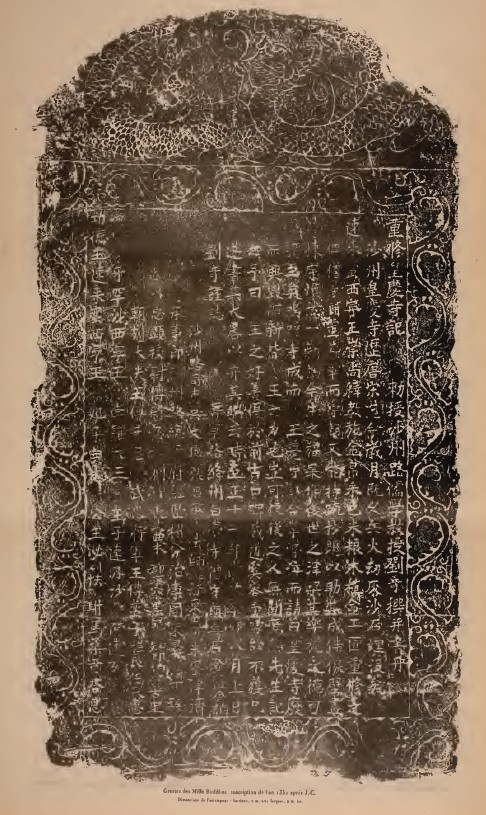
Estela commemorativa de la restauració del temple de Huangqing el 1351.

L'estela de 1351 es va erigir per commemorar la restauració del temple de Huangqing per Sulaiman i altres benefactors. El text de la inscripció, compost per Liu Qi (Xinès simplificat: 劉奇; Xinès tradicional: 刘奇; pinyin: Liú qí), Director d'Estudis Literaris del Districte de Shazhou, en el 8è mes del 11è any de l'era Zhizheng (és a dir, el 1351), declara que Sulaiman va donar or, seda, fusta i altres provisions per a la reconstrucció del temple, i que el monjo Shoulang, qui va erigir l'estela el 1348, era responsable de mantenir un registre de donants col·laboradors. La inscripció també esmenta que Sulaiman va morir quan es va completar la restauració, així que el principal benefactor mencionat al final de la inscripció és el fill de Sulaiman, Yaɣun-Šāh (Xinès: 牙罕沙; pinyin: Yá hǎn shā), el nou príncep de Xining.